# エドゥアルド・オリオール
エドゥアルド・オリオール・グラシア（Eduardo Oriol Gràcia, 1986年11月5日 - ）は、スペイン・カタルーニャ州カンブリス出身のサッカー選手。ポジションはFW（ウイング）。

## 来歴
CFポブラ・デ・マフメトでキャリアをスタートさせ、CFレウス・デポルティウを経てトップデビューはUEサン・アンドレウにて果たす。
その後、2008年に開催されたコパ･カタルーニャにてFCバルセロナ相手に2得点という快挙をあげ、2008-2009シーズン終了後にバルセロナのカンテラであるアトレティックへと移籍を果たした。移籍後もトップチームでの練習や遠征に帯同するなど、評価を高めた。
2011年、レアル・サラゴサに3年契約で移籍した。
2014年8月18日、2週間前に兄弟であるジョアン・オリオルが加入していたチャンピオンシップのブラックプールFCに加入した。
2015年1月18日、ジョアンと共にリーガ1のFCラピド・ブカレストに移籍した。

## 人物
- 双子の兄弟のジョアン・オリオルもFCラピド・ブカレストに所属している。
- 20代前半の頃にリーガ・エスパニョーラ、プリメーラ・ディビシオンで指導できるコーチライセンス・レベル3を取得している。

## 所属クラブ
- CFポブラ・デ・マフメト 2008-2009

→ CFレウス・デポルティウ 2008-2009
- UEサン・アンドレウ 2008-2009
- FCバルセロナ・アトレティック 2009-2011
- レアル・サラゴサ 2011-2013
- FKハザル・レンコラン 2013-2014
- AELリマソール 2014
- ブラックプールFC 2014-2015
- FCラピド・ブカレスト 2015
- UEリャゴステラ 2016
- CDテネリフェ 2016-2017
- UDイビサ 2017-2018
- アトレティコ・サンルケーニョCF 2018-